# 伊万·雷布金
伊万·彼得罗维奇·雷布金（俄语：Иван Петрович Рыбкин；1946年10月20日—）是俄罗斯政治家。曾经担任过俄羅斯聯邦國家杜馬主席、俄羅斯聯邦安全會議秘书等要职。

## 生平
早年与教育
1946年10月20日出生于沃罗涅日州谢米戈罗夫卡村，1968年伏尔加格勒农学院机械工程本科毕业。1968年至1969年在伏尔加格勒新安宁斯基区伊里奇农场担任高级工程师。1969年至1970年在苏联武装力量服役。
1970年加入苏联共产党。同年回母校工作，1974年获技术科学副博士学位，后担任农学院教研室主任。1987至1991年担任苏共伏尔加格勒市苏维埃区委第一书记，苏共伏尔加格勒州委第二书记。1991年毕业于苏共中央社会科学院，1993年毕业于俄罗斯联邦外交部外交学院。
苏联解体后
1990年当选为俄罗斯苏维埃联邦社会主义共和国人大代表。苏联解体后加入农业党，1993年12月12日当选国家杜马议员。1994年1月14日以223票当选俄联邦国家杜马主席。1995年7月21日领导成立“左翼中间派”竞选联盟，以应对12月的国家杜马的选举。他的主要对手是总理切尔诺梅尔金领导的“右翼中间派”竞选联盟。1996年1月，他在国家杜马主席选举中得150票，不敌根纳季·谢列兹尼奥夫的231票而落选。同年6月被任命为政治协商委员会主席。
1996年10月至1998年3月担任俄羅斯聯邦安全會議秘书，同时担任俄总统驻车臣共和国全权代表。1998年3月2日被叶利钦任命为主管獨立國家聯合體事务的副总理。任期至2000年1月。
2004年2月竞选前失踪事件
2月初，雷布金被俄罗斯联邦中央委员会批准参加3月14日总统大选，是获准参加总统大选的7名候选人之一。他于2004年2月5日晚失踪。8日，俄联邦安全局莫斯科分局、莫斯科市和莫斯科州内务局已经开展联合搜寻行动。10日晚，他从乌克兰首都基辅乘机返回了莫斯科。12日又从莫斯科飞往伦敦。
对于雷布金失踪事件，俄各方反应不一。俄国家杜马安全委员会第一副主席格里尚科夫认为，雷布金上演的这场游戏旨在在总统大选前增加自己的知名度。统一俄罗斯议员团议员古德科夫则认为，雷布金失踪是普京的政敌别列佐夫斯基导演的一场闹剧。
雷布金前后对事件进行了不同版本的解释。雷布金于10日晚还在基辅的时候告诉《莫斯科迴聲》，他去基辅只是为了访问朋友。在回到莫斯科后，雷布金在谢列梅捷沃国际机场又给出了另一个解释：自己为了避开竞选的纷乱与压力，借着好天气去乌克兰朋友家里休息了几天，而且关了手机，连电视也没看。而13日他再次抛出第3个解释版本：他前往基辅的原因是为了见车臣非法武装头目马斯哈多夫，就车臣和平问题展开谈判。随后他被人下了迷药，陷入昏迷状态，其间还有人给他拍摄了一盒录像带，内容“令人作呕”，目的是想让他妥协。
3月5日，雷布金正式向中央选举委员会递交了退出总统选举的申请。他还发表声明指责总统选举是“一场闹剧”，称自己受到来自官方的巨大压力。

## 外事访问
1994年5月14日至18日，雷布金率领俄罗斯国家杜马代表团访华，与乔石、江泽民等领导人会见。同年9月，江泽民访俄时，也在莫斯科会见了雷布金。

## 荣誉
1996年获授三级祖国功勋勋章。